# 1996 JW1
1996 JW1 är en asteroid i huvudbältet som upptäcktes den 15 maj 1996 av NEAT vid Haleakalā-observatoriet.
Asteroiden har en diameter på ungefär 11 kilometer.